# Carl Bennedich
Carl Bennedich, född 5 juni 1880 i Falkenberg, död 3 mars 1939 i Linköping, var en svensk militär och krigshistoriker.

## Biografi
Bennedich var son till byggmästaren Nils Peter Bengtsson och Lydia Johanna Lindstedt. Han blev underlöjtnant 1901, kapten vid generalstaben 1915, major där 1922, överstelöjtnant 1926. 1932 blev han befordrad till överste och tillförordnad, från 1933 ordinarie chef för Västerbottens regemente samt 1937 sekundchef för Livgrenadjärregementet. Han var även lärare i krigshistoria vid Krigshögskolan från 1916 till 1920. Mellan 1922 och 1928 var han chef för generalstabens krigshistoriska avdelning. Han var även redaktör och huvudsaklig författare till Karl XII på slagfältet, generalstabens storverk som utkom i fyra band 1918–1919. Han var även författare till Ur det gamla gardets historia (1926), ett verk om Svea livgardes historia.
Carl Bennedich var även intresserad av försvarsfrågan och verkade som politiserande officer vid sidan av Sven Hedin under borggårdskrisen år 1914. Tillsammans med Hedin skrev han för Gustaf V:s räkning borggårdstalet. 
Bennedich invaldes som ledamot av Samfundet för utgivande av handskrifter rörande Skandinaviens historia 1919 och av Krigsvetenskapsakademien 1922.
Bennedich hade två söner, vilka också gick den militära banan. Den ene var Carol Bennedich.

## Svenska utmärkelser
- Riddare av Nordstjärneorden, 1918.
- Riddare av Svärdsorden, 1922.[8]
- Kommendör av andra klassen av Svärdsorden, 1935.[9]